# Mletačka inkvizicija
Mletačka inkvizicija osnovana je u 13. stoljeću u Mlecima. Činila su je tri predstavnika svjetovne Mletačke vlasti, mletački patrijarh ili njegov vikar, papinski nuncij i inkvizitor (franjevac ili dominikanac). Bila je nadležna za sva djela u Mletačkoj Republici protiv Katoličke crkve uključujući i čaranje.

## Osobine
Osnovana je još u 13. stoljeću, ali ozbiljno počinje djelovati tek u 16. stoljeću kada na prostor Mletačke Republike dolaze protestanti. Djeluje do pada Mletačke Republike krajem 18. stoljeća.
Iako se bavila vjerskim propustima, Mletačku inkviziciju, za razliku od Papinske inkvizicije i kasnije Rimske inkvizicije, činila su i tri (pola od ukupnog broja) predstvanika svjetovne vlasti, što im je predstavljalo bitnu kontrolu nad herezama.
Od Španjolske inkvizicije se razlikovala po metodama i strogosti. Mletačka inkvizicija bila je bitno blaža, rijetko upotrebljavavši mučenje, a gotovo nikad smrtnu kaznu.
U državnom arhivu u Veneciji nalaze se detaljni spisi procesa pred ovom Inkvizicijom.

## Mletačka inkvizicija u Hrvatskoj
U doba djelovanja Mletačke inkvizicije veći dio Hrvatske obale bio je pod vlašću Mlečana, pa je ova inkvizicija posebno zanimljiva za Hrvatsku povijest. Postoji niz procesa protiv građan s našeg Jadrana pred njom. Procesi se mogu podijeliti u dvije vrste: pokajnici s islama i klasični procesi protiv osumljočenih osoba.
U našim krajevima bilo je mnogo kršćana koji su završili na području pod osmanlijskom vlašću te su prihvatili islam. Kada bi se vratili na prostor pod Mlecima, često su tražili oprost i ponovno primanje u Katoličku crkvu od Mletačke inkvizicije. Sami su se prijavljivali Inkviziciji i svjedočili kako su bili prisiljeni prijeći na islam. Inkvizicija je gotovo uvijek davala oprost, dajući pokajnicima blaže duhovne kazne odnosno pokore (pričest, ispovijed, molitva krunice).
Klasične tužbe dizale su se zbog protestantskih hereza, čaranja ili nedostojnog ponašanja klerika. Većina optužbi bila je rezultat lokalnih netrpeljivosti što je Inkvizicija brzo zaključivala i odbacivala optužbe. Neki procesi su prešli s lokalnih sudova i u njima se pokazivalo da su lokalni sudovi često bili neobjektivni i pod pritiskom lokalne zajednice. Manji broj stvarno osuđenih zbog hereze su oni koji su sami priznali krivnju, te bi dobili pokoru koju su spremno prihvatili.
Najpoznatiji slučaj protestantskog heretika (ili 'heretika') iz mletačke Dalmacije je splitski nadbiskup Markantun de Dominis. No proces protiv njega vodila je Rimska inkvizicija, a ne Mletačka jer se radilo o visoko pozicioniranom službeniku.
Sve skupa, Mletačka inkvizicija je prema žiteljima Hrvatskog dijela Jadrana bila vrlo blaga i objektivnija od lokalnih sudova, što crkvenih što civilnih. Spisi u Veneciji predstavljaju vrijedan izvor za proučavanje života onog doba, narodnih vjerovanja i međuljudskih odnosa.